# Louise Bergeron-Ling
Pour les articles homonymes, voir Bergeron et Ling.
Louise Bergeron Ling est une québécoise engagée socialement née à Victoriaville, en 1939 et morte en septembre 2005. 
Elle a consacré une grande partie de sa vie au bénévolat auprès des aînés et des personnes handicapées ou en perte d’autonomie. Elle a été directrice générale du Centre d’action bénévole Émilie-Gamelin de Joliette, de 1988 à 2004.

## Distinctions
- 2005 -  Chevalier de l'Ordre national du Québec